# 斯平德里弗特岩
60°42′S 45°40′W / 60.700°S 45.667°W
斯平德里弗特岩（英語：Spindrift Rocks），是南極洲的岩石，位於南奧克尼群島的西格尼島西端，高15米，在1947年由英國探險隊測量，現時由南極條約體系管理。